# Övra Herten
Övra Herten är en sjö i Bollnäs kommun i Hälsingland och ingår i Ljusnans huvudavrinningsområde. Sjön är 19,4 meter djup, har en yta på 2,13 kvadratkilometer och befinner sig 77 meter över havet. Sjön avvattnas av vattendraget Herteån via Nedra Herten, är förbunden genom sundet vid Holma Bron, har därigenom samma nivå som Nedra Herten.

## Delavrinningsområde
Övra Herten ingår i det delavrinningsområde (679780-153128) som SMHI kallar för Utloppet av Övra Herten. Medelhöjden är 103 meter över havet och ytan är 7,58 kvadratkilometer. Räknas de 2 avrinningsområdena uppströms in blir den ackumulerade arean 31 kvadratkilometer. Herteån som avvattnar avrinningsområdet har biflödesordning 2, vilket innebär att vattnet flödar genom totalt 2 vattendrag innan det når havet efter 48 kilometer. Avrinningsområdet består mestadels av skog (52 procent). Avrinningsområdet har 2,12 kvadratkilometer vattenytor vilket ger det en sjöprocent på 28 procent.